# Јанко Чеман
Јанко Чеман (svk. Janko Čeman; право име Михал Камањ; Пивнице, 30. септембар 1922 — Пивнице, 29. септембар 1987) је био словачки књижевник.

## Биографија
Пошто је завршио народну школу радио је као земљорадник у Пивницама. Један је од најтипичнијих представника сеоске приче у књижевности војвођанских Словака послератног периода. Био је писац који је на традиционалан, реалистичан начин приказивао стварност.
Објавио је збирке приповедака Kde sa podeli moje kone (1970), Poctiví zlodeji (1982), Drámy (1978), Zuzka Čaranová (1987), романе Krútňava (1972), Nie každý vojak pušku nosí (1974 - преведен на српски под називом Не носи сваки војник пушку, 1975) и друго.
Аматерско позориште у Пивницама носи његово име. Позоришни фестивал ДИДА, као део манифестације „Дани Јанка Чемана”, одржава се сваке године у Пивницама како би се очувало сећање на живот и дело Чемана.